# Pecetto Torinese
Pecetto Torinese – miejscowość i gmina we Włoszech, w regionie Piemont, w prowincji Turyn.
Według danych na rok 2004 gminę zamieszkiwało 3687 osób, 409,7 os./km².